# Lindsey Horan
Lindsey Michelle Horan (Golden, 26 de maio de 1994) é uma futebolista estadunidense que atua como atacante. Atualmente defende o Lyon.
Anteriormente, ela jogou pelo Portland Thorns FC da National Women's Soccer League (NWSL), a divisão mais alta do futebol profissional feminino dos Estados Unidos, e ganhou o prêmio de jogadora mais valiosa da liga em 2018. Horan foi uma jogadora importante dos Thorns durante na temporada do campeonato de 2017, marcando o gol da vitória na final do campeonato. Antes disso, ela foi uma artilheira prolífica do Paris Saint-Germain, marcando 46 gols em 58 partidas.
Atualmente ela é capitã da Seleção Feminina dos EUA.  Ela foi a artilheira da equipe Sub-17 dos Estados Unidos no Campeonato Feminino da CONCACAF Sub-17 de 2010.  Ela fez parte do time que venceu a Copa do Mundo Feminino de 2019, conquistou o bronze nas Olimpíadas de Tóquio em 2020 e foi capitão do time que conquistou o ouro nas Olimpíadas de Paris em 2024.

## Carreira
Lindsey Horan fez parte do elenco da Seleção Estadunidense de Futebol Feminino, nas Olimpíadas de 2016. 
Em 2018, ganhou o prêmio MVP (Most Valuable Player) da NWSL (National Women´ s Soccer League), a liga de futebol feminino nos Estados Unidos, atuando pelo Portland Thorns.
Em 2020, conquistou a FIFA Women´s World Cup ( Copa do mundo de futebol feminino) com a Seleção Estadunidense de Futebol Feminino, na França.

## Títulos
Portland Thorns
- NWSL: 2017
- NWSL Shield: 2016, 2021
- NWSL Community Shield: 2020
- NWSL Challenge Cup: 2021
- Women's International Champions Cup: 2021

Lyon
- Campeonato Francês Feminino: 2021–22, 2022–23, 2023–24[3]
- Liga dos Campeões Feminina da UEFA: 2021–22[4]
- Supercopa da França Feminino: 2022[5]
- Women's International Champions Cup: 2022
- Copa da França Feminino: 2022–23

Seleção dos Estados Unidos
- Campeonato Feminino da CONCACAF Sub-20: 2014
- Copa do Mundo FIFA Feminino: 2019[6]
- Jogos Olímpicos: 2024[7]
- Campeonato Feminino da CONCACAF: 2018, 2022[8]
- Copa Ouro Feminina da CONCACAF: 2024[9]
- SheBelieves Cup: 2016, 2018,[10] 2020,[11] 2021,[12] 2023,[13] 2024[14]
- Torneio das Nações Feminino: 2018[15]

### Prêmios Individuais
- Jogadora Jovem Estadunidense do Ano: 2013[16]
- Segundo XI da NWSL: 2017
- Melhor jogadora da final da NWSL: 2017
- Melhor XI da NWSL: 2018
- Melhor jogadora da NWSL: 2018
- Jogadora Estadunidense do Ano: 2021[17]
- Time da Temporada da Liga dos Campeões Feminina da UEFA: 2023–24[18]
- Melhor XI da Copa Ouro Feminina da CONCACAF: 2024[19]
- Seleção Feminina do Ano da FIFA: 2024[20]